# Genarp
Genarp est une localité de Suède dans la commune de Lund en Scanie. 2 647 personnes y vivent.